# Музтаг-Ата
Музтаг-Ата (кит. 慕士塔格 峰 (Mùshìtǎgé Fēng), уйгур. مۇز تاغ ئاتا (Музтағ Ата — " батько крижаних гір ") — гора на Памірі, розташована на території СУАР, Китай. Висота 7546 м, завдяки дуже пологому західному схилу і відносно сухій погоді в регіоні є одним з найбільш легко впокорюваних піків вище 7 тис. м.
Музтаг-Ата розташовується на південь від Конгура, найвищого піку хребта Конгурмузтаг. Разом вони формують майже ізольовану групу, відокремлену від хребта Куньлунь на сході і від решти Паміру на заході. На північний схід від цієї гірської системи лежить Таримський басейн і пустеля Такла-Макан. Між вершинами розташоване озеро Каракуль, поруч з яким проходить Каракорумське шосе.
З льодовикового купола Музтаг-Ати спускається 16 льодовиків. Найбільший з них — Коксель, розташований на східному схилі, має довжину 21 км.
Шведський дослідник і географ Свен Гедина був першим, чия спроба підкорити гору Музтаг-Ата в 1894 р. була зафіксована. Наступні спроби були зроблені в 1900, 1904 і 1947 роках.
В 1956 р. велика група китайських і радянських спортсменів успішно зійшла на вершину через західний гребінь, за маршрутом, який тепер вважається стандартним. Більш складні маршрути по східному і по південному гребенях вершини пройдені, відповідно, в 2000 р. і в 2005 р.

## Ресурси Інтернету
Вікісховище має мультимедійні дані за темою: Музтаг-Ата
- Музтаг-Ата в Енциклопедії живих пригод [Архівовано 8 березня 2022 у Wayback Machine.]
- Музтаг-Ата на сайті Турклубу МАІ
- Музтаг-Ата на сайті summitpost.org [Архівовано 13 березня 2007 у Wayback Machine.]
- Himalayan Index [Архівовано 17 липня 2017 у Wayback Machine.]